# (3350) Scobee
(3350) Scobee – planetoida z pasa głównego asteroid okrążająca Słońce w ciągu 3 lat i 188 dni w średniej odległości 2,31 j.a. Została odkryta 8 sierpnia 1980 roku w Lowell Observatory (Anderson Mesa Station) przez Edwarda Bowella. Nazwa planetoidy pochodzi od Francisa Scobee (1939-1986), amerykańskiego astronauty, dowódcy załogi STS-51-L. Przed nadaniem nazwy planetoida nosiła oznaczenie tymczasowe (3350) 1980 PJ.